# Torre di Santa Maria
Torre di Santa Maria – miejscowość i gmina we Włoszech, w regionie Lombardia, w prowincji Sondrio.
Według danych na rok 2004 gminę zamieszkuje 891 osób, 19,8 os./km².